# Ternstroemia scortechinii
Ternstroemia scortechinii är en tvåhjärtbladig växtart som beskrevs av George King. Ternstroemia scortechinii ingår i släktet Ternstroemia och familjen Pentaphylacaceae. Inga underarter finns listade i Catalogue of Life.